# Louis Guttman
Louis Guttman, auch Eliyahu Guttman (* 10. Februar 1916 in Brooklyn, New York City; † 25. Oktober 1987 in Minneapolis) war ein amerikanisch-israelischer Sozialforscher, der 1947 nach Palästina auswanderte. Er ist der Entwickler der nach ihm benannten Guttman-Skala sowie des Kaiser-Guttman-Kriteriums.

## Leben
Guttman wuchs in der jüdischen Gemeinde von Minneapolis auf (wo er auch während eines Urlaubs starb). Er studierte an der University of Minnesota und erwarb dort den 1936 den akademischen Grad B.A., 1939 den M.A. und 1942 mit einer Arbeit zu soziologischen und psychologischen Messverfahren den Ph.D. Von 1941 bis 1947 war er Professor für Soziologie an der Cornell University. Während des Zweiten Weltkrieges war er zudem als Gutachter für die US Army tätig.
Als bekennende Zionisten wanderten Guttman und seine Frau Ruth Guttman 1947, kurz vor der Gründung des Staates Israel, nach Palästina aus. Ab 1955 war Guttman Professor an der Hebräischen Universität Jerusalem, an der er das Sozialwissenschaftliche Institut gründete, das er als Direktor bis zu seinem Tod leitete. Seit 1971 war er Mitglied der Israelischen Akademie der Wissenschaften. 1975 wurde er in die American Academy of Arts and Sciences gewählt, 1962 wurde er mit dem Rothschild-Preis und 1978 mit dem Israel-Preis geehrt.
Guttman wird zu den großen Pionieren der Empirischen Sozialforschung gezählt.